# Google Nest Audio
Google Nest Audio (ehemals Google Home Speaker) ist ein von Google entwickelter Smart Speaker, der über Mikrofone verfügt und Nutzern den Google Assistant, einen persönlichen digitalen Assistenten zur Verfügung stellt.

## Geschichte

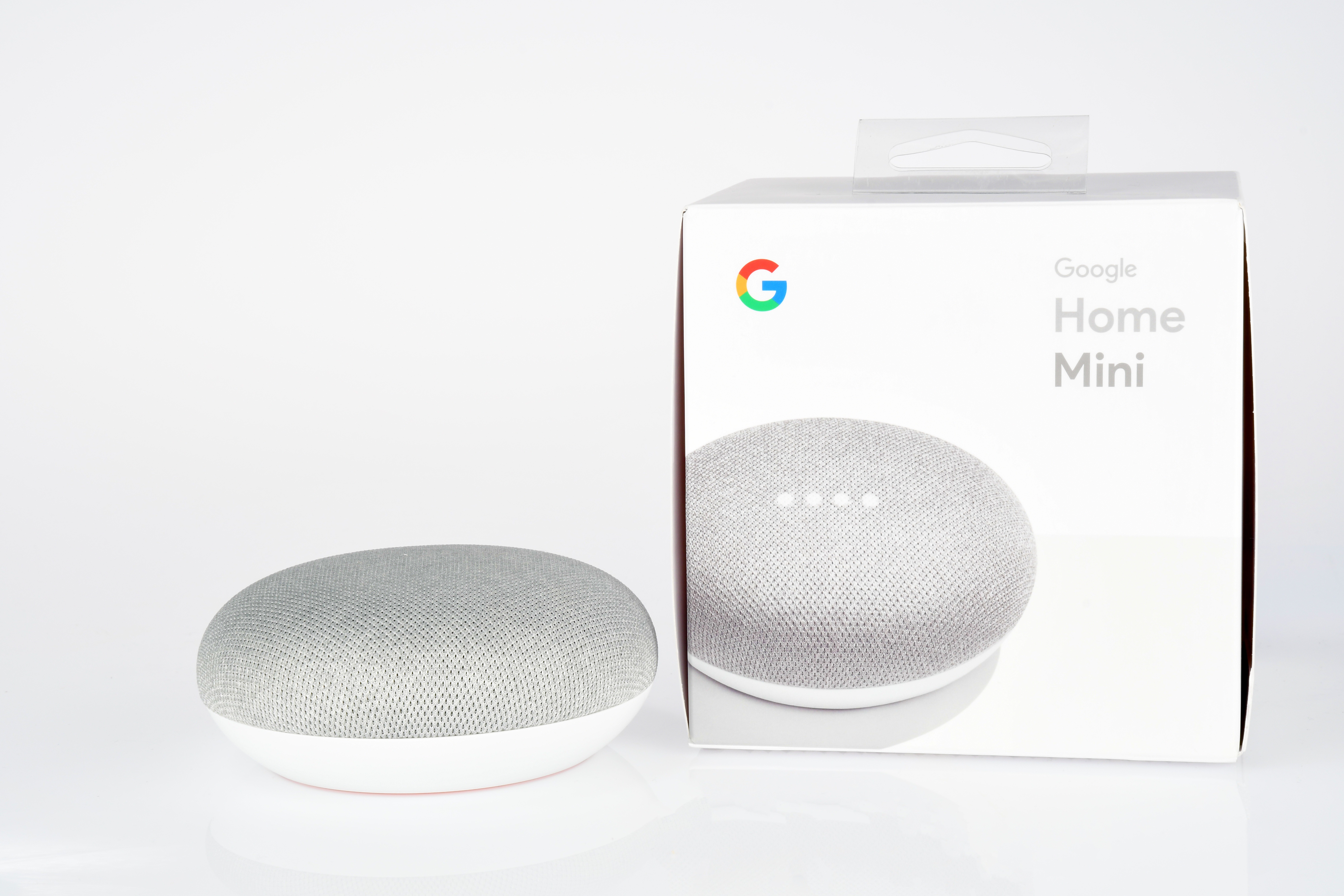
Google Home Mini

Das erste mit dem Google Assistant am 18. Mai 2016 auf der Google I/O vorgestellte Gerät wurde ab dem 4. November 2016 in den Vereinigten Staaten angeboten. Am 6. April 2017 erschien der Lautsprecher in Großbritannien. Eine deutsche Stimme und eine im Handel erhältliche Version des Lautsprechers gibt es seit dem 8. August 2017. Die Aktivierungswörter lauten „Okay Google“ und „Hey Google“.
Im Jahr 2019 wurde das Produkt in Googles Smart-Home-Sparte Google Nest überführt und in Google Nest Audio umbenannt.

## Funktionen
Der Smart Speaker stellt dem Nutzer Funktionen des hauseigenen intelligenten persönlichen Assistenten Google Assistant zur Verfügung. Mit Sprachbefehlen kann man Fragen oder Befehle an den Lautsprecher übermitteln, die das Gerät versucht zu beantworten bzw. umzusetzen. Es geht dabei um allgemeine Fragen wie „Wie viele Sterne gibt es in unserer Galaxie?“ als auch Befehle, mit denen man eine Musik-Wiedergabeliste startet oder das Licht im Haus reguliert. Über die Entwicklerplattform „Actions on Google“ können Drittanbieter Dienste integrieren.
Durch zwei Mikrofone im Lautsprecher und die „Far-field voice recognition“-Technologie soll das Gerät auch in anderen Räumen gesprochene Befehle erkennen. Ein abnehmbares Gehäuse erlaubt es, das Gerät mit einer individuellen Farbe zu gestalten.

## Privatsphäre
Damit das Gerät gesprochene Aufforderung erkennen kann, werden jederzeit alle Umgebungsgeräusche analysiert.
An sich soll die Speicherung allein auf die letzten Sekunden beschränkt sein und im Aufnahmegerät bleiben.
Erkennt das Gerät in zwischengespeicherten Aufzeichnungen die Aktivierungswörter, werden die Aufzeichnungen der letzten Sekunden und folgende Befehle an Googles Server zur Verarbeitung gesendet. Dort werden die Transkriptionen der Konversationen mit dem Gerät und optional Audioaufnahmen im Google-Konto des entsprechenden Nutzers hinterlegt. Mit einem Knopf können die Mikrofone abgeschaltet werden.
Da ein Anwender nachwies, dass die Speicherung pausenlos ohne aktivierendes "OK, Google" oder Hey Google" erfolgte und so eine Überwachung möglich war, räumte Google im August 2020 ein, dass diese Speicherung durch ein Software-Update unbeabsichtigt sämtliche Gespräche aller Anwender aufzeichnete.

## Kritik
Kritisiert wurde, dass das Gerät in der „My Day“-Funktion, die eine Übersicht über persönliche Ereignisse am Tag gibt, Werbung für den 2017 erschienenen Film Die Schöne und das Biest abspielte.